# شومیا
روستای شومیا، روستایی است از توابع بخش مرکزی شهرستان محمودآباد در استان مازندران ایران.
نام اصلی روستا در گذشته شیونگده (فریادی که برای ترساندن حیوانات وحشی که به مزارع حمله می‌کردند) بوده‌است.از جاهای دیدنی این منطقه می توان از حمام عمومی شومیا نام برد که می توانید با استفاده تور مجازی از آن دیدن کنید ( تور مجازی حمام عمومی شومیا)

## موقعیت
واقع در ۱۰ کیلومتری شهرستان محمودآباد. ورودی کلوده میباشد

## جمعیت
این روستا در دهستان جنوبی قرار داشته و براساس آخرین سرشماری مرکز آمار ایران که در سال ۱۳۸۵ صورت گرفته، جمعیت آن ۱٬۸۶۶نفر (۲۶۶خانوار) بوده‌است.
مردم این روستا در فصل گرما به ییلاق سفر می‌کنند، از جمله روستاهای بوالقلم، لوت، بایجان وهفت تن می‌باشد.

## اقتصاد
شغل اصلی مردم آن کشاورزی است که عمدتاً به کشت برنج اختصاص دارد. منابع آب آن شامل دو آب بندان ذکر شده و چاه و دو کانال خاکی به نام‌های شومیا کله و شلپد کله می‌باشد. جمعاً حدود ۹۵۰ هکتار زمین کشاورزی در این روستا قرار دارد. از درختان میوه روستا شامل پرتقال، گوجه سبز و به و … می‌باشد.

## جای‌های دیدنی
از اماکن دیدنی آن شامل دو آب بندان در قسمت جنوبی روستا و جنگلی در فاصله حدود ۲ کیلومتری در غرب آن می‌باشد.
امامزاده ۷۰ تن و امامزاده عباس که امام زاده عباس در اول روستا و امام زاده هفتاد تن تقریبا در وسط محل قرار دارد.
از مکان‌های دیدنی روستا آینه بانو، درویش طاهر و اندلک دار می توان نام برد
این روستا در حال حاضر دارای سه مسجد و یک حسینیه می‌باشد.
از اماکن تاریخی روستا می توان به حمام قدیمی با قدمت بیش از 500 سال اشاره کرد.(تور مجازی)